# Li Baj
Li Baj (kitajščina: 李白; pinjin: Lǐ Bái; Pe̍h-ōe-jī: Lí Pe̍k, 701–762), poznan tudi kot Li Bo, vljudnostno ime Tajbaj (kitajščina: 太白; pinjin: Taibai), umetniško ime Čingljan Džuši (kitajščina: 青蓮居士; pinjin: Qinglian Jushi), kitajski pesnik, * 701, Sujab, Dinastija Tang, † 762, Dangtu, Dinastija Tang.
Li Baj velja za enega od dveh najpomembnejših kitajskih pesnikov vseh časov (drugi je Du Fu), zaradi česar ga imenujejo tudi Nesmrtni pesnik.
Do danes se je ohranilo okoli 1100 njegovih pesmi, ki so bile zahodnemu svetu predstavljene predvsem preko japonskih prevodov, ki jih je prevedel Ezra Pound. 
Njegova dela so znan po ekstravagantni domišljiji in vključevanju taoistične simbolike; preko svojih pesmi je pogosto opisoval svojo ljubezen do alkoholnih pijač. 

## Življenjepis
Li Baj naj bi se rodil leta 701 v Sujabu (碎葉) (današnja Kirgizija), v premožno obmejno trgovsko družino. Kasneje se je družina pod vodstvom očeta, Li Keja (李客) preselila v Džjangjou, v bližini današnjega mesta Čengdu, v Sečuanu. V času selitve je bil Li Baj najverjetneje star okoli pet let, vendar pa so okoliščine selitve v večji meri neznanka.